# السین (گروه موسیقی)
السین (به انگلیسی: Elsiane) گروهٔ موسیقی کانادایی بود که توسط السیان کپلت و استفان سوتو تشکیل شد.